# Parti hongrois du chien à deux queues
 (octobre 2023).
Si vous disposez d'ouvrages ou d'articles de référence ou si vous connaissez des sites web de qualité traitant du thème abordé ici, merci de compléter l'article en donnant les références utiles à sa vérifiabilité et en les liant à la section « Notes et références ».

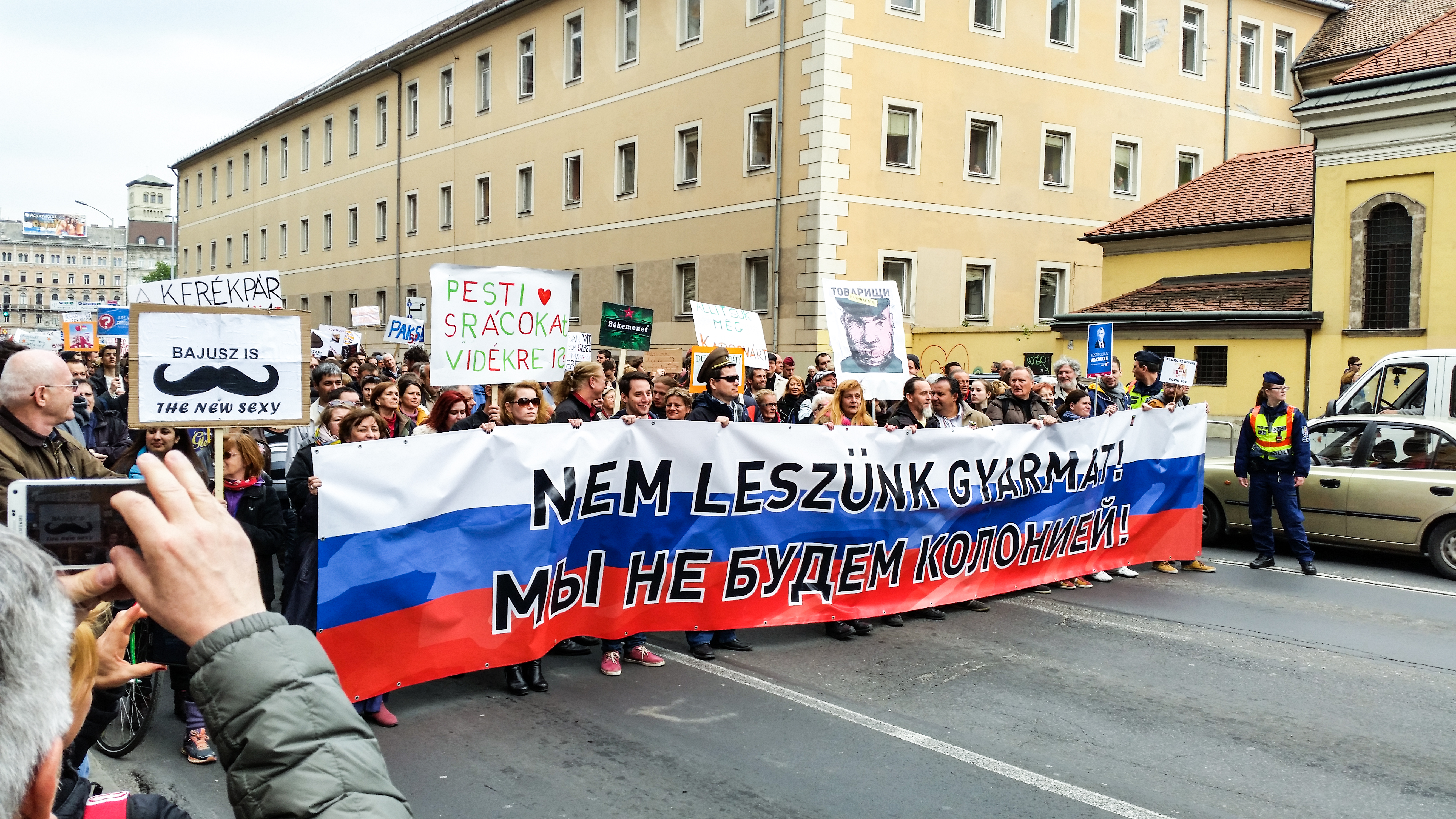
Manifestation du Parti hongrois du chien à deux queues en 2017 à Budapest.

Le Parti hongrois du chien à deux queues (hongrois : Magyar Kétfarkú Kutya Párt, prononcé [ˈmɒɟɒɾ ˈkeːtfɒɾkuː ˌkucɒ ˈpaːɾt], MKKP) est un parti politique hongrois parodique, fondé en 2006 par des amateurs de street art à Szeged. 
Dans la perspective des élections législatives hongroises de 2006, il ébauche un programme prévoyant : la vie éternelle, la paix dans le monde, un jour chômé par semaine, deux couchers de soleil par jour, moins de gravitation, des bières gratuites et des impôts moins élevés. Ce parti se moque par ailleurs de thèmes récurrents du débat public hongrois, notamment les thèmes nationalistes et patriotiques. Il propose ainsi de construire une montagne au milieu de l'Alföld (littéralement « Terre basse » en hongrois) et de militer pour une « petite Hongrie » (par opposition à la Grande Hongrie).
En 2014, le mouvement, qui n'était jusque-là un parti que par le nom, est finalement officiellement enregistré comme parti politique,.

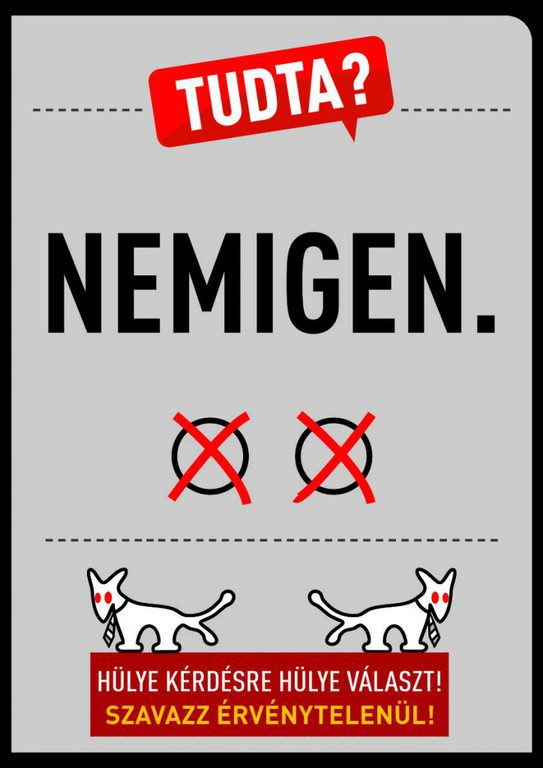
« Le saviez-vous ? Pas vraiment » (mot à mot « non [à] oui »), jeu de mots avec le vote nul par « non » et « oui » cochés. En bas, « À question conne réponse conne. Votez nul ».

Lors de la campagne du référendum hongrois sur les quotas de migrants de 2016, le Parti du chien à deux queues adopte l'idée de plusieurs organisations non gouvernementales, comme l'Union pour les libertés civiles (en) (Társaság a Szabadságjogokért, TASZ) ou le comité Helsinki hongrois, qui appellent à voter nul en cochant à la fois « oui » et « non ». Sa levée de fonds en vue de faire campagne en ce sens recueille en quelques semaines une somme suffisante pour des centaines de grandes affiches parodiques où figurent, entre « Le saviez-vous ? » des affiches du gouvernement et « À question conne réponse conne. Votez nul », des messages souvent inspirés des affiches d'origine, tels que « Depuis le début de la crise migratoire, il y a plus d'affiches bleues en Hongrie que de migrants » ou « C'est les étrangers qui ont représenté le plus grand danger pour les sportifs hongrois aux Jeux olympiques »,.

## Résultats électoraux
Lors des élections législatives hongroises de 2018, le parti recueille 1,70 % des suffrages, en deçà du seuil électoral de 5 %, n'obtenant par conséquent aucun siège.
À l’issue des élections municipales hongroises de 2019, le parti obtient des conseillers municipaux dans quatre arrondissements de Budapest : Veronika Anna Juhász (2e arrondissement), Gergely Kovács, co-président du parti (12e arrondissement), Zsolt Victora (14e arrondissement), Attila Pálmai (15e arrondissement).

### Élections législatives
| Année | Voix    | %    | Rang | Élus    | +/-           |
| ----- | ------- | ---- | ---- | ------- | ------------- |
| 2018  | 99 414  | 1,73 | 7e   | 0 / 199 | Nv            |
| 2022  | 185 052 | 3,27 | 4e   | 0 / 199 | en stagnation |